# ۲۴ تازی‌ها
۲۴ تازی‌ها یک ستاره است که در صورت فلکی تازی‌ها قرار دارد.